# Voliba asphyctopa
Voliba asphyctopa är en fjärilsart som beskrevs av Turner 1908. Voliba asphyctopa ingår i släktet Voliba och familjen Crambidae. Inga underarter finns listade i Catalogue of Life.